# Linia 3 metra w Szanghaju
Linia 3 – linia systemu metra w Szanghaju. Znana jako Linia Perłowa (明珠线), jest zaznaczona kolorem jasnożółtym w oficjalnych mapach. Pociągi linii 3 posiadają również pas koloru jasnożółtego dla ułatwienia identyfikacji.
W przeciwieństwie do większości linii w systemie metra w Szanghaju, linia 3 jest przede wszystkim linią nadziemną, całkowicie nad ziemią z wyjątkiem stacji Tieli Lu, znajdującej się przy wejściu do Baosteel Group Corporation.
Linia biegnie z Jiangyang Bei Lu na północy do Shanghai Nanzhan w południowo-zachodniej części miasta, gdzie spotyka się z linią 1. Podczas gdy linia 1 idzie prosto przez centrum miasta, linia 3 z grubsza biegnie wewnętrzną obwodnicą wokół miasta poprzez Caoxi Road do Zhongtan Road (gdzie skręca na wschód, do udziału w trasie kolei Szanghaj-Nankin). Dzieli wspólnie tory z linią 4 od Hongqiao Lu do Baoshan Lu, a tym samym przenoszenie się między dwoma liniami jest łatwiejsze.
Pociągi na linii 3 są produkowane przez francuski Alstom firmę i Nanjing Puzhen.